# Обь-Иртышское речное пароходство
«Обь-Иртышское речное пароходство» (полное название — Публичное акционерное общество «Обь-Иртышское речное пароходство», АО «ОИРП») — российская водно-транспортная компания, штаб-квартира которой находится в Тюмени. Играет большую роль в обеспечении грузоперевозок, северного завоза в Западной Сибири России, а также в освоении газо-нефтеносных районов Крайнего севера.

## История
ПАО «ОИРП» было образовано Постановлением Совета Министров РСФСР в 1982 году. Необходимость создания предприятия была вызвана активным освоением недр Тюменской области и, как следствие, возрастающим объемом грузоперевозок. Суда доставляли добываемую на месторождениях региона нефть танкерами и нефтеналивными баржами на Омский нефтеперерабатывающий завод, а строительные грузы для сооружения нефте и газопроводов на север региона..

## Руководство компании
ПАО «ОИРП», а также дочерние предприятия находятся под управлением управляющей организации ООО «Межрегионфлот» по договору передачи полномочий единоличного исполнительного органа.
Генеральный директор ООО «Межрегионфлот» — Чебанюк Денис Федорович. .

## Деятельность
В настоящее время география деятельности компании простирается от Ямала до Каспия. 30 лет флот АО «ОИРП» ежегодно участвует в перевозке по Севморпути тяжеловесного крупногабаритного оборудования для строительства и развития производств нефтегазоконденсатных комбинатов в Западной Сибири (Омск, Тобольск, Томск, Сургут, Уренгой и др.), предприятий энергетики (Нижневартовск, Серов, Нягань и др.). Сегодня флот пароходства морского прибрежного плавания насчитывает 138 барж общим тоннажом 270 тыс.тонн, в том числе баржи с аппарелями для выгрузки тяжеловесов методом РО-РО, 53 единицы самоходного флота мощностью каждый от 300 до 2400 л. с., имеющие современное навигационное оборудование, укомплектованные опытными дипломированными судоводителями. За последние 5 лет речники пароходства завезли более 2-х млн тонн грузов в Харасавэй и по р. Морды-Яха для Бованенковского газоконденсатного месторождения, участвуют в перевозке грузов в Сабетту и Се-Яху.
В структуру ПАО «ОИРП» входит комплекс дочерних, зависимых предприятий. Среди них — речные порты в Салехарде, Уренгое, Нефтеюганске, Сергино, Тюмени; ремонтные предприятия «Судоремонт Тюмень» и «Тобольский судостроительный судоремонтный завод»; судоходные компании «Севернефтегазфлот» (Архангельск).
Помимо перевозки грузов по внутренним речным и морским путям, ПАО «ОИРП» оказывает следующие услуги:
- погрузочно-разгрузочные работы и хранение грузов;
- прием грузов с железной дороги в речные порты и работа со смежными видами транспорта;
- конструкторская деятельность по переоборудованию судов;
- проектирование, изготовление, установка и обслуживание зимних и круглогодичных переправ для обеспечения проезда через водные преграды;
- ремонт судового радионавигационного оборудования и обеспечение судовой радиосвязи;
- добыча и поставка строительного песка и щебня, плиты ПДН, ПАГ-14, ПАГ-18.

Предприятие по праву считается основой транспортной системы Обь-Иртышского бассейна и является доминирующим перевозчиком на участке Северного морского пути от Архангельска до устья Оби, на реки Обь, Иртыш, Тобол, Таз, Пур, Сабетта-Яха, Нурма-Яха и др..
На протяжении многих лет ПАО «ОИРП» работает на грузо-пассажирской паромной линии Салехард-Приобье-Салехард, которая является единственной артерией, по которой автотранспорт из Салехарда попадает на большую землю. Осуществляется продажа билетов на паромную переправу онлайн на сайте ОИРПа.

## Дочерние и зависимые предприятия ОИРПа
- ООО «Сергинский речной порт»
- ООО «Уренгойский речной порт»
- АО «Салехардский речной порт»
- ООО «Речной порт Нефтеюганск»
- ООО «Тюменьсвязьфлот»
- ООО «Севернефтегазфлот»
- ООО «Судоремонт Тюмень»
- ООО «Тобольский судостроительный судоремонтный завод»